# Église Saint-Pierre del Bosc
Pour les articles homonymes, voir église Saint-Pierre.
L'église Saint-Pierre del Bosc est une église de style roman située à Corbère, dans le département français des Pyrénées-Orientales.